# Luis Federico Leloir
Pour les articles homonymes, voir Leloir (homonymie).
Luis Federico Leloir (6 septembre 1906 à Paris - 2 décembre 1987 à Buenos Aires, Argentine) est un biochimiste argentin. En 1970, il obtient le prix Nobel de chimie.

## Biographie
Né à Paris, fils de Federico Rufino Leloir et de Hortensia Aguirre, il suit très jeune sa mère en Argentine (son père étant décédé juste avant sa naissance) où il étudie la médecine à partir de 1924 à l'université de Buenos Aires. Il obtient son doctorat en 1932 et travaille ensuite en tant qu'assistant chercheur à l'institut de physiologie de l'université. En 1941, il devient professeur de physiologie et prend à partir de 1947 la direction de l'institut de recherche biochimique de la Fundacion Campomar.
Il est lauréat du prix Nobel de chimie en 1970 « pour la découverte des nucléotides-sucres et de leur rôle dans la biosynthèse des hydrates de carbone ». Il est le premier Sud-Américain à recevoir le prix Nobel de chimie et le troisième à recevoir un prix Nobel.

## Travaux scientifiques
Luis Federico Leloir commence ses recherches sur les glucides dans le métabolisme dans les années 1950. Il peut montrer que les polysaccharides, comme la chitine ou la cellulose, sont constitués de molécules élémentaires et sont synthétisés grâce à des nucléotides-sucres. Il explique la biosynthèse de ces polysaccharides et il découvre et étudie les enzymes associées. Il découvre également le premier nucléotide-ose en voie métabolique, l'Uridindiphospho-Glucose (UDP-Glucose).